# Teodoro da Castel Goffredo
Teodoro da Castel Goffredo (Castel Goffredo, 1530 circa – dopo 1561) è stato un monaco cristiano, miniatore e amanuense italiano.

## Biografia

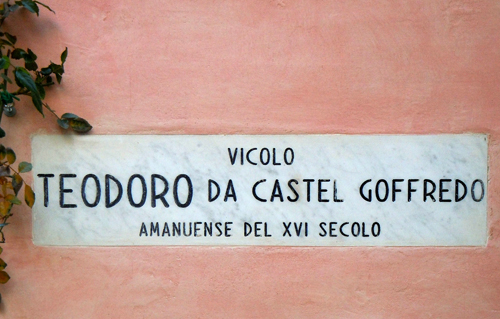
Castel Goffredo, vicolo del centro storico in Castelvecchio intitolato a Fra' Teodoro

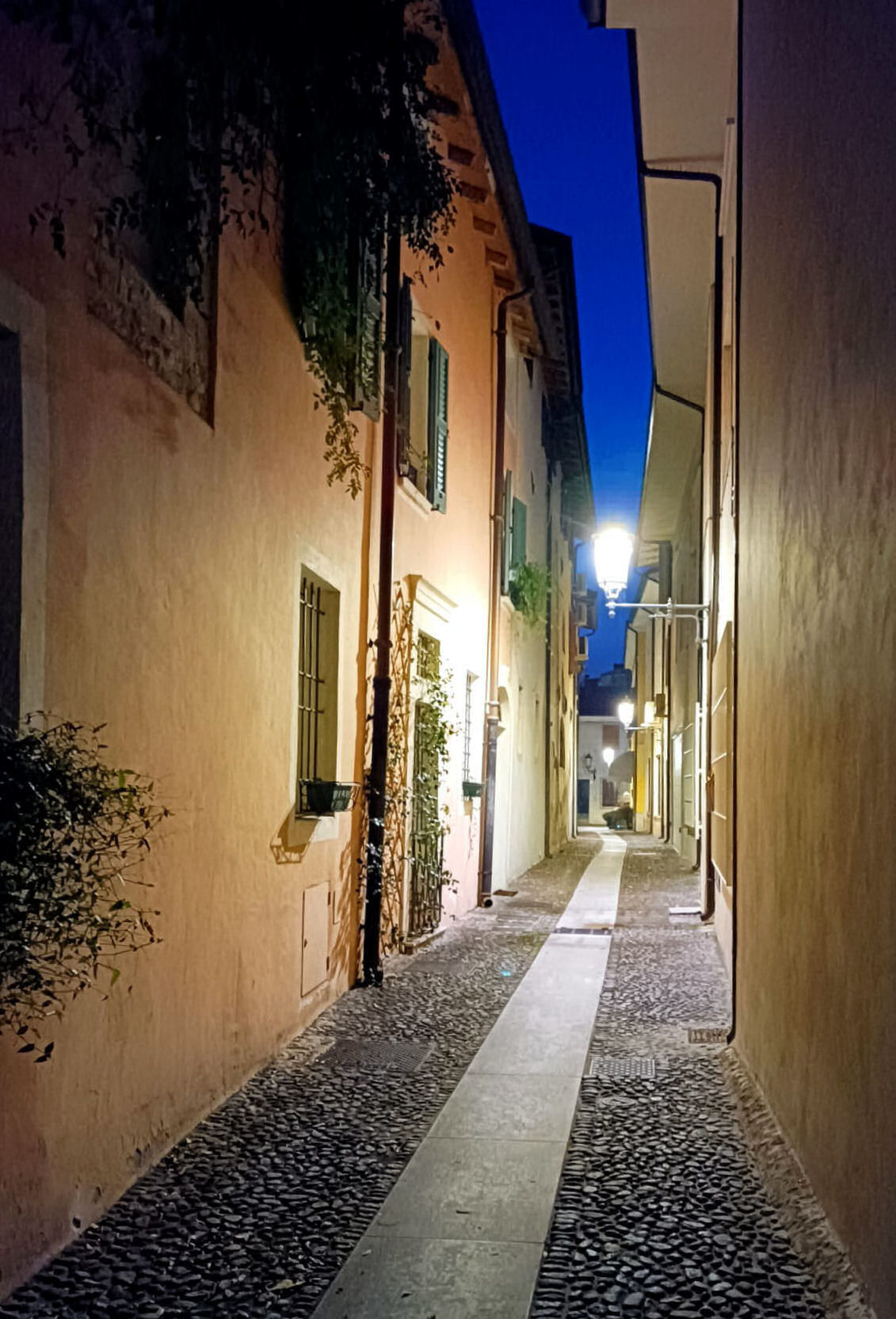
Castel Goffredo, Vicolo Fra Teodoro da Castel Goffredo.

Non sono note le date di nascita e di morte, ma di certo si sa che Fra' Teodoro da Castel Goffredo visse nella prima metà del Cinquecento.

## Opere
Tra i documenti conservati presso l'Abbazia di San Benedetto in Polirone di San Benedetto Po vi è un salterio in pergamena fregiato da importanti miniature che reca la data del 1554 e la firma di Theodorus de Castrogofredo. Un secondo corale con la stessa firma porta la data del 1555.
Un graduale in pergamena terminato nel 1561 a firma Theodorus de Castrogofredo anno domini 1561.
Le miniature, attribuite a Girolamo dai Libri, riproducono motivi religiosi e riferiti all'ordine di San Benedetto, mentre la scrittura gotica è firmata Teodoro da Castelgoffredo (scriptor).
Durante l'Esposizione di Arte Sacra di Torino del 1898 queste miniature furono tra le più ammirate, così da ritenere che Fra' Teodoro fosse tra i più abili in quell'arte.